# Biuro Szyfrów

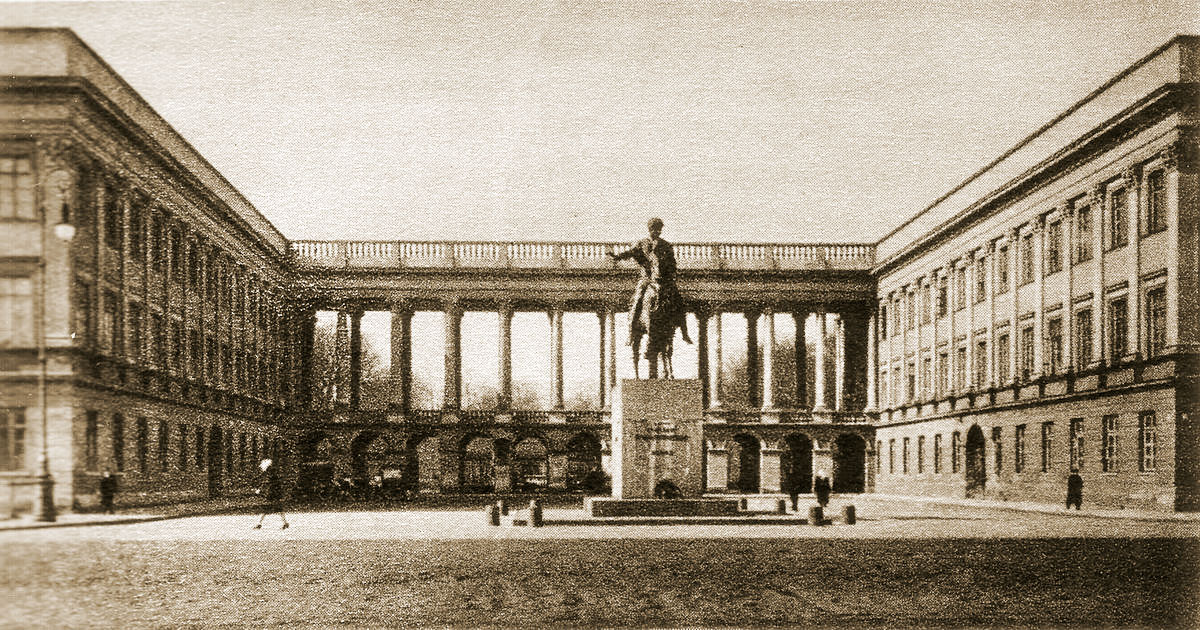
Das Sächsische Palais (poln. Pałac Saski) in Warschau war Sitz des Biuro Szyfrów

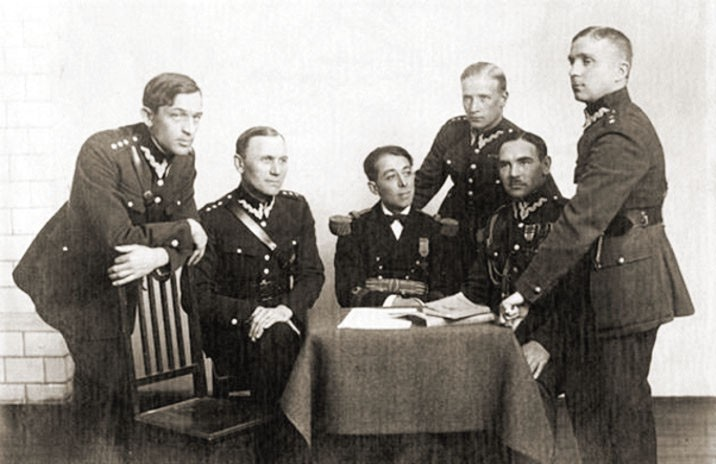
Mitarbeiter des Biuro Szyfrów (vor 1928). Ganz rechts steht Maksymilian Ciężki, neben ihm sitzend Jan Kowalewski.

Das Biuro Szyfrów (BS) (['bjurɔ 'ʃɨfruf], anhörenⓘ, deutsch: „Chiffrenbüro“) war eine Abteilung des polnischen Geheimdienstes zur Entzifferung des geheimen ausländischen Nachrichtenverkehrs.
Nur wenige Monate nach Gründung des BS im Jahr 1919, gelang den dortigen Kryptoanalytikern im Jahr 1920 während des Polnisch-Sowjetischen Krieges die Entzifferung des sowjetischen Funkverkehrs. Im Jahr 1932 wurden vom Biuro Szyfrów zum ersten Mal Funksprüche der deutschen Reichswehr gebrochen, die mit der Rotor-Schlüsselmaschine Enigma verschlüsselt waren. Kurz vor Beginn des Zweiten Weltkrieges, am 26. und 27. Juli 1939, wurden die gesamten Erkenntnisse über die Enigma beim Geheimtreffen von Pyry, etwa 20 Kilometer südöstlich von Warschau im Kabaty-Wald von Pyry, von den polnischen Codeknackern an den britischen und französischen Geheimdienst übergeben.

## Polnisch-Sowjetischer Krieg

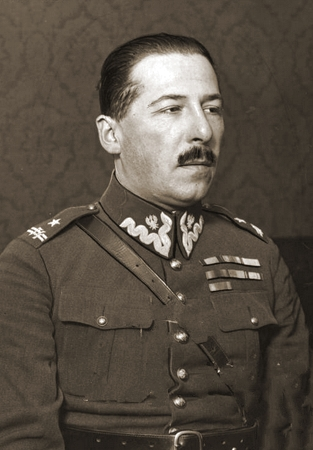
Jan Kowalewski, hier als Major

Während des Polnisch-Sowjetischen Krieges (1919–1921) brach die damals noch junge Mannschaft des neugegründeten BS einige Hundert Geheimnachrichten der sowjetischen Seite. Zu den erfolgreichen Kryptoanalytikern gehörten der damalige Leutnant Jan Kowalewski (Bild) sowie drei bedeutende Professoren der Mathematik, nämlich Stanisław Leśniewski, Stefan Mazurkiewicz und Wacław Sierpiński. Hierdurch war die polnische Führung bestens unterrichtet, was wesentlich zum späteren polnischen Sieg beitrug.

## Gliederung
Während der Zwischenkriegszeit gliederte sich das im rechten Flügel des Pałac Saski untergebrachte BS in vier Referate mit unterschiedlichen Aufgaben:
| Referat | Aufgabe            | Mitarbeiter | Anmerkungen |
| ------- | ------------------ | --- | --- |
| BS1     | Eigene Chiffren    | Gwido Langer Maksymilian Ciężki Ludomir Danilewicz Leonard Danilewicz                                                            | Entwickelten die polnische Rotor-Chiffriermaschine Lacida. |
| BS2     | Funkerfassung      | Gwido Langer Maksymilian Ciężki Ludomir Danilewicz Leonard Danilewicz                                                            | Funkabhörstationen an verschiedenen Orten im Land, ausgestattet mit Technik aus der AVA-Fabrik. |
| BS3     | Russische Chiffren | Jan Graliński † 1942 Piotr Smoleński † 1942                                                                                      | Zuständige Abhörstationen in Warschau (№ 1), Lida (№ 2), Riwne (№ 6) und Kolomyja (№ 7). |
| BS4     | Deutsche Chiffren  | Maksymilian Ciężki Marian Rejewski Henryk Zygalski Jerzy Różycki † 1942 Wiktor Michałowski Antoni Palluth (AVA) Jan Leśniak (VO) | Bauten die Enigma nach (1932), entwickelten die Rastermethode, das Zyklometer (1934), die Zygalski-Lochblätter (1938) und die Bomba (1938). Abhörstationen in Krakau (№ 3), Posen (№ 4) und Starogard Gdański (№ 5). |

## Zweiter Weltkrieg

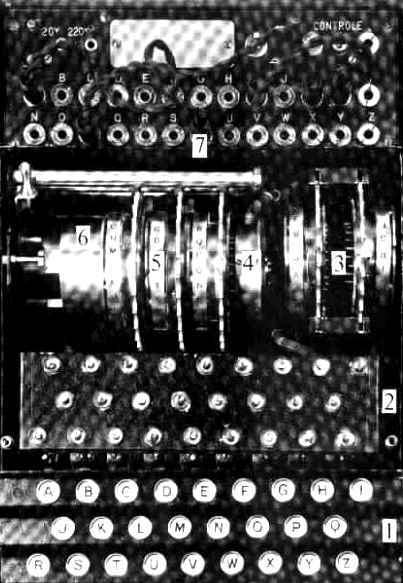
Beim legendären Treffen in Pyry zeigten die polnischen Kryptoanalytiker um Marian Rejewski den verblüfften Briten und Franzosen auch Nachbauten der deutschen Enigma

Nach dem Beginn des deutschen Angriffs am 1. September 1939 sollte das Biuro Szyfrów (BS) nach Brest im Osten des Landes evakuiert werden. Dieser Plan scheiterte jedoch durch den Angriff der Sowjetunion auf Polen am 17. September 1939 und der darauffolgenden sowjetischen Besetzung Ostpolens. Somit entstand der neue Plan, nach Frankreich zu evakuieren. Mithilfe der französischen Botschaft gelangten die meisten Mitarbeiter des BS nach Frankreich und setzten ihre Arbeit im „PC Bruno“ bei Paris unter dem Namen Ekipa Z fort. Mitarbeiter des BS waren Marian Rejewski, Jerzy Różycki und Henryk Zygalski.
Mit dem weiteren Vorrücken der Wehrmacht im Juni 1940 („Fall Rot“), geriet auch die französische Hauptstadt und damit auch der nur wenige Kilometer davon entfernte Stützpunkt PC Bruno in akute Gefahr. Kurz nach Mitternacht am 10. Juni entschloss sich daher der Chef des PC, Commandant (Major) Gustave Bertrand, zur Evakuierung und flog mit seinen Mitarbeitern nach Oran in Algerien. Frankreich kapitulierte kurz darauf und wurde geteilt. Während der nördliche und westliche Teil unter deutsche Besatzung kam, blieb der südliche unbesetzt und wurde zur Zone libre (deutsch: „Freie Zone“) erklärt. Im September kamen Bertrand und seine Mannschaft heimlich nach Frankreich zurück und setzen ihre Arbeit an neuem Standort im Château de Fouzes (deutsch: Schloss Fouzes) nahe der Gemeinde Uzès in der Zone libre fort. Als neuen Tarnnamen wählten sie „Cadix“.
Nach der am 8. November 1942 begonnenen britisch-amerikanischen Invasion Französisch-Nordafrikas besetzte die Wehrmacht die bis dahin freie südliche Zone Frankreichs (Unternehmen Anton), woraufhin sich Bertrand gezwungen sah, seine Mannschaft zu evakuieren und Cadix aufzulösen. Einige schafften es nach England und arbeiteten in der Nähe von London als Sekcja kryptologiczna batalionu radiowego Sztabu Naczelnego Wodza (deutsch: „Kryptologische Sektion des Funkbataillons des Stabs des Oberbefehlshabers“) der Polnischen Exilregierung weiter.
Währenddessen befassten sich britische Codebreakers in Bletchley Park, etwa 70 km nordwestlich von London, auf der Basis der polnischen Vorkriegserkenntnisse, die sie nutzen und weiter ausbauen konnten, unter dem Codenamen Ultra erfolgreich mit der Entzifferung deutscher Enigma-Funksprüche. Nach dem Krieg bekannte einer von ihnen:

“Ultra would never have gotten off the ground if we had not learned from the Poles, in the nick of time, the details both of the German military's […] Enigma machine, and of the operating procedures that were in use.”

„Ultra hätte niemals Fahrt aufnehmen können, wenn wir nicht von den Polen in der Kürze der Zeit sowohl die Einzelheiten der Enigma-Maschine der deutschen Wehrmacht als auch die Verfahrensvorschriften gelernt hätten.“